# Pasto / Antonio Narin
Pasto / Antonio Narin är en flygplats i Colombia. Den ligger i den sydvästra delen av landet, 500 km sydväst om huvudstaden Bogotá. Pasto / Antonio Narin ligger 1 813 meter över havet.
Terrängen runt Pasto / Antonio Narin är huvudsakligen kuperad, men söderut är den bergig. Terrängen runt Pasto / Antonio Narin sluttar norrut. Runt Pasto / Antonio Narin är det ganska glesbefolkat, med 47 invånare per kvadratkilometer. Närmaste större samhälle är Chachagüí, 4,2 km söder om Pasto / Antonio Narin. I omgivningarna runt Pasto / Antonio Narin växer i huvudsak städsegrön lövskog.